# 타창군 (수랏타니주)
타창군(태국어: ท่าฉาง)은 수랏타니주의 행정 구역이다. 이 지역의 총 인구 수는 2005년 기준으로 31013명이다. 인구 밀도는 26.56km2이다.

## 행정 구역
| 번호 | 지명       | 태국어 지명 | 빌리지 | 인구  |  |
| ---- | ---------- | ----------- | ------ | ----- |  |
| 1.   | Tha Chang  | ท่าฉาง       | 5      | 5,256 |  |
| 2.   | Tha Khoei  | ท่าเคย       | 11     | 5,703 |  |
| 3.   | Khlong Sai | คลองไทร     | 9      | 4,978 |  |
| 4.   | Khao Than  | เขาถ่าน      | 6      | 4,613 |  |
| 5.   | Sawiat     | เสวียด       | 9      | 4,967 |  |
| 6.   | Pak Chalui | ปากฉลุย      | 6      | 5,496 |  |

|  | 이 글은 지리에 관한 토막글입니다. 여러분의 지식으로 알차게 문서를 완성해 갑시다. |